# Văn phòng Quốc vụ viện Trung Quốc
Văn phòng Quốc vụ viện Cộng hòa Nhân dân Trung Hoa (tiếng Trung: 中华人民共和国国务院办公厅) là một cơ quan hành chính của Quốc vụ viện hỗ trợ các nhà lãnh đạo với các hoạt động hành chính hằng ngày của Chính phủ Trung Quốc.
Văn phòng Quốc vụ viện Cộng hòa Nhân dân Trung Hoa còn được gọi là Văn phòng Quốc vụ viện (tiếng Trung: 国务院办公厅) hay Quốc Biện (tiếng Trung: 国办).

## Chức năng
Các quyền hạn chủ yếu của Văn phòng Quốc vụ viện:
1. Chuẩn bị hội nghị Quốc vụ viện để giúp các nhà lãnh đạo và tổ chức hội nghị Quốc vụ viện đưa ra những quyết định về các vấn đề nhà nước.
2. Để giúp các nhà lãnh đạo và hội đồng trong việc chuẩn bị hoặc thực hiện kiểm toán và phát hành các văn kiện.
3. Tham khảo ý kiến và báo cáo cho các nhà lãnh đạo của Quốc vụ viện phê chuẩn liên quan đến kiểm toán đã tiến hành ở Quốc vụ viện cấp phòng ban, đô thị tự trị, các tỉnh, khu tự trị.
4. Cố vấn cho Quốc vụ viện các vấn đề nhạy cảm giữa các phòng ban dưới Quốc vụ viện
5. Quản lý các mối quan hệ giữa chính phủ trung ương và chính phủ địa phương cho nhà cầm quyền về việc thực hiện các chỉ thị của Quốc vụ viện
6. Giúp đỡ Quốc vụ viện điều phối trong các trường hợp khẩn cấp quốc gia và khủng hoảng lớn
7. Quan hệ công chúng từ nhân dân trực tiếp